# أليكس غوت
أليكس جورج غوت (بالإنجليزية: Alex Goot)‏ (بالإنجليزية:Alexander George Gut) (ولد في 15 مارس 1988 ببكبسي، نيويورك) هو مغن مؤلف من نيويورك. نما غوت بسرعة في قوائم قنوات اليوتيوب أفضل 200 بغناءه كوفرات لأغان مشهورة وأغان أصلية كأغنية «حساسية».

## روابط خارجية
- أليكس غوت على موقع ميوزك برينز (الإنجليزية)
- أليكس غوت على موقع ميوزك برينز (الإنجليزية)
- أليكس غوت على موقع أول ميوزيك (الإنجليزية)
- أليكس غوت على موقع ديسكوغز (الإنجليزية)